# Gleichstellung (Behinderte Menschen)
Als Gleichstellung im Zusammenhang mit behinderten Menschen werden rechtliche und administrative Vorgaben bezeichnet, mit denen „die Diskriminierung von Menschen mit Behinderungen beseitigt oder verhindert werden“ soll sowie die eine Chancengleichheit gewährleisten sollen.

## Europarechtlicher Hintergrund
Mit der  Richtlinie 2000/78/EG des Rates vom 27. November 2000 – der so genannten Rahmenrichtlinie Beschäftigung – wurde ein allgemeiner Rahmen für die Verwirklichung der Gleichbehandlung in Beschäftigung und Beruf  festgelegt. Sie ist eines der Kernstücke der Gleichstellungspolitik der Europäischen Union.
Zentraler Aspekt dieser Richtlinie ist die Verpflichtung der EU-Mitgliedstaaten, sich an den Gleichbehandlungsgrundsatz zu halten. Außerdem werden die Begriffe mittelbare Diskriminierung und unmittelbare Diskriminierung definiert, und Fälle, in denen eine Ungleichbehandlung gerechtfertigt ist.

## Nationale Umsetzungen

### Deutschland
Die nationale Umsetzung der Richtlinie 2000/78/EG erfolgte  in Deutschland mit dem  Gesetz zur Gleichstellung behinderter Menschen vom 1. Mai 2002. Es regelt die Gleichstellung behinderter Menschen im Bereich der öffentlichen Verwaltungen und Dienststellen, soweit der Bund dafür zuständig ist. Es ist zudem ein wichtiger Teil der Umsetzung des Benachteiligungsverbotes aus Artikel 3 Absatz 3 Satz 2 Grundgesetz („Niemand darf wegen seiner Behinderung benachteiligt werden.“). Kernziel des Gesetzes ist die Barrierefreiheit.
Für die jeweils den deutschen Landesbehörden zugeordneten Bereiche mussten jeweils länderspezifische Landesgleichstellungsgesetze geschaffen werden. In den Landesgleichstellungsgesetzen wird zudem das Thema der Teilhabe und der Integration von Menschen mit Behinderungen mit einbezogen.
Als weitere Säule des Paradigmenwechsels wurde das Allgemeine Gleichbehandlungsgesetz (AGG) am 18. August 2006 verabschiedet. Darin ist in § 1 festgeschrieben, dass Benachteiligungen unzulässig sind, wenn sie unter anderem an das personenbezogene Merkmal „Behinderung“ anknüpfen. Weitere genannte Merkmale sind: Rasse und ethnische Herkunft,  Geschlecht, Religion und Weltanschauung, Alter – jedes Lebensalter – sowie sexuelle Identität. Damit wird die Diskriminierung von Behinderten auch bei privaten Verträgen, insbesondere Arbeitsverträgen, grundsätzlich verboten.
Weitere Gesetzesabschnitte, die in Deutschland der Gleichstellung behinderter Menschen dienen, sind:
- Bürgerliches Gesetzbuch (BGB),
  - § 105a BGB Geschäfte des täglichen Lebens
  - § 554a BGB Barrierefreiheit
- Zivilprozessordnung (ZPO)
  - § 483 ZPO Eidesleistung sprach- oder hörbehinderter Personen
- Strafprozessordnung (StPO)
  - § 66 betreffend Eidesleistung sprach- oder hörbehinderter Personen
  - § 259  betreffend „der Gerichtssprache nicht mächtigen Angeklagten …“
- Gesetz über Ordnungswidrigkeiten (OWiG)
  - § 107 OWiG Gebühren und Auslagen, betreffend unter anderem der „Auslagen für Gebärdensprachdolmetscher …“
- Gerichtsverfassungsgesetz (GVG)
  - § 186 GVG, betreffend der „Verständigung mit einer hör- oder sprachbehinderten Person in der Verhandlung ….“
  - § 191a GVG, betreffend der Wahrnehmbarkeit gerichtlicher Dokumente für blinde oder sehbehinderte Personen ….
- Beurkundungsgesetz (BeurkG)
  - § 22 ff. BeurkG Besonderheiten für hörbehinderte, sprachbehinderte und sehbehinderte Beteiligte
- Urheberrechtsgesetz (UrhG)
  - § 45a Behinderte Menschen, betreffend der Zulässigkeit der nicht Erwerbszwecken dienenden Vervielfältigung von Werken für Menschen mit Sinnesbehinderungen
- Allgemeines Eisenbahngesetz (AEG)
  - § 10 AEG Beförderungspflicht
- Luftverkehrsgesetz (LuftVG)
  - §§ 19d und 20b LuftVG, betreffend der Zugänglichkeit

Unabhängig von Europarechtlichen Zusammenhängen ist nach § 2 Neuntes Buch Sozialgesetzbuch (SGB IX) in Deutschland die Gleichstellung geringergradig behinderter Menschen mit Schwerbehinderten, um ihnen die besonderen Förderungen der Agentur für Arbeit zur Erlangung und zum Erhalt eines Arbeitsplatzes zugänglich zu machen.
Danach können Personen mit einem Grad der Behinderung von mindestens GdB 30 unter bestimmten Voraussetzungen mit den Schwerbehinderten (Behinderungsgrad von mindestens GdB 50) gleichgestellt werden.

### Österreich
Die nationale Umsetzung der Richtlinie 2000/78/EG erfolgte in Österreich mit dem Bundesgesetz über die Gleichbehandlung (GlBG) und die Landes-Gleichbehandlungsgesetze für die öffentliche Verwaltung als Arbeitgeber, die für alle Bereiche der Antidiskriminierung Gültigkeit haben, sowie das Bundes-Behindertengleichstellungsgesetz (BGStG).

### Andere Länder
- Bundesgesetz über die Beseitigung von Benachteiligungen von Menschen mit Behinderungen (BehiG), Schweiz
- Gesetz über die Gleichstellung von Menschen mit Behinderungen (BGlG), Liechtenstein, siehe Behindertengleichstellungsgesetz (Liechtenstein)
- In Frankreich gilt das Loi pour l’égalité des droits et des chances, pour la participation et pour la citoyenneté des personnes handicapées, kurz Loi handicap vom 11. Februar 2005, no 2005-102 (JO n° 36 vom 12. Februar 2005, S. 2353)
- In den Vereinigten Staaten gilt der Americans with Disabilities Act.